# Ерёменко, Иван Семёнович
Ива́н Семёнович Ерёменко (1921, Сумская область — ?) — советский партийный деятель, председатель исполнительного комитета Сумского областного сельского совета депутатов трудящихся (1963—1964). Депутат Верховного Совета УССР 6-го созыва.

## Биография
Член ВКП(б). Участник Великой Отечественной войны. Находился на ответственной советской и партийной работе.
До марта 1959 года — 1-й секретарь Глинского районного комитета КПУ Сумской области.
В 1962 — январе 1963 года — начальник Роменского территориального производственного колхозно-совхозного управления Сумской области.
В январе 1963 — декабре 1964 года — председатель исполнительного комитета Сумского областного сельского совета депутатов трудящихся.
На 1966—1968 годы — секретарь Сумского областного комитета КПУ.

## Награды
- орден Трудового Красного Знамени (26.02.1958)
- ордена
- медали